# Surányi Balázs
 Surányi Balázs  (Budapest, 1975. június 15. –) nyelvész, egyetemi tanár, az MTA doktora. 2012-től az MTA Nyelvtudományi Intézetének tudományos tanácsadója. Szakterülete a mondattan és annak érintkezési felülete az információszerkezettel, a szemantikával és az intonációval.

## Főbb kutatási témái
Generatív mondattan, a szintaxis és az információszerkezet kapcsolódási felülete, az információszerkezet és a prozódia kapcsolódási felülete, kísérletes pragmatika.

## Fokozatok
DSc (MTA, 2011), PhD (Utrechti Egyetem, 2003).

## Publikációk

### Könyv, könyvfejezet
- 2003. Multiple Operator Movements in Hungarian. Utrecht: LOT Publications. (pp. 230, ISBN 90-76864-33-0)
- 2004. The left periphery and Cyclic Spellout: the case of Hungarian. In: David Adger et al. (eds.) Peripheries: Syntactic Edges and Their Effects. Dordrecht: Kluwer. 49-73.
- 2005. Triggering wh-fronting. In: Christopher J. Pinón and Péter Siptár (eds.) Approaches to Hungarian Vol. 9. Budapest: Akadémiai. 231-259.
- 2006. Mechanisms of wh-saturation and interpretation in multiple wh- movement. In: Lisa Cheng and Norbert Corver (eds.) Wh-movement: Moving On. Cambridge, Mass.: MIT Press. 289-318.
- 2006. Predicates, negative quantifiers and focus: Specificity and Quantificationality of n-words. In: É. Kiss, Katalin (ed.) Event Structure and the Left Periphery. Dordrecht: Springer. 255-286
- 2007. Focus structure and the interpretation of multiple questions. In: Kerstin Schwabe and Susanne Winkler (eds.) On Information Structure, Meaning and Form. Amsterdam: John Benjamins. 229-253.
- 2008. Cyclic Spell Out and reprojection in head movement. In: Jutta Hartmann et al. (eds.) Sounds of Silence: Empty Elements in Syntax and Phonology. Amsterdam: Elsevier. 293-337
- 2009. “Incorporated” locative adverbials in Hungarian. In: É. Kiss, Katalin (ed.) Adverbs and Adverbial Adjuncts at the Interfaces Berlin: Mouton de Gruyter. 39-74.
- 2010. Subextraction from subjects and objects: Cyclicity and Freezing. In: Vincent Torrens (ed.) Movement and Clitics. Cambridge: Cambridge Scholars. 64–84.
- 2010. Toward a strongly derivational syntax. In: Michael Putnam (ed.) Exploring Crash-Proof Grammars. Amsterdam: John Benjamins. 167–212.
- 2012. Interface configurations: Identificational focus and the flexibility of syntax. Ad Neeleman and Ivona Kucerova (eds.) Information Structure: Contrasts and Positions. Cambridge, UK: Cambridge University Press. 87-101.
- 2012. Syntax–Prosody Mapping, Topic–Comment Structure and Stress–Focus Correspondence in Hungarian. Gorka Elordieta Alcibar and Pilar Prieto (eds.) Prosody and Meaning. Berlin: Mouton/de Gruyter (társszerzők: Shinichiro Ishihara and Fabian Schubö). 35-72.

### Tanulmány periodikumban, folyóiratban
- 2003. Quantifier Interaction and Differential Scope-Taking. Studies in Modern Grammar 34. 31-70
- 2004. Differential Quantifier Scope: Q-Raising versus Q-Feature Checking. Empirical Issues in Syntax and Semantics 5. 215-240.
- 2005. Object Shift and linearization at the PF interface. Theoretical Linguistics 31 (1-2): 199-213.
- 2006. Quantification and focus in Negative Concord. Lingua 116(3): 272-313.
- 2006. Scrambling in Hungarian. Acta Linguistica Hungarica 53(4): 393-432.
- 2007. On Phase Extension and head movement. Theoretical Linguistics 33(1): 121-132.
- 2008. Határozóosztályok és mondattartományok. Nyelvtudományi Közlemények 105: 163–192.
- 2009. Verbal particles inside and outside vP. Acta Linguistica Hungarica 56: 201–249.
- 2009. Probléma-eltolódások a chomskyánus nyelvelméletben: A generatív nyelvészet ma. Magyar Tudomány 170: 1052–1058.
- 2011. A szintaktikailag jelöletlen fókusz pragmatikája. Általános Nyelvészeti Tanulmányok XXIII. Új Irányok és Eredmények a Mondattani Kutatásban. 281-313.

Megj. alatt. The prosodic expression of focus, contrast and givenness: A production study on Hungarian. Lingua 148. Társszerzők: Susanne Genzel, Shinichiro Ishihara

### Tanulmány konferenciakötetben
- 2005	Hungarian NC: a universal quantifier / indefinite ambiguity account. In: Chicago Linguistic Society 39. University of Chicago, IL: Chicago Linguistic Society. 559-577
- 2006	Hungarian as a Japanese-type scrambling language. In: Chris Davis, Amy Rose Deal and Youri Zabbal (eds.) NELS 36: Proceedings of the 36th annual meeting of the North East Linguistics Society. Vol. 2. UMass, Amherst: GLSA. 561-574.
- 2007	Subject islands: Cyclicity of derivation and "weak" phases. In: Proceedings of the XXXII Incontro di Grammatica Generativa. M. Cecilia Picchi and Alan Pona (eds.) Alessandria: Edizioni dell'Orso. 178-201.
- 2007. Subject Islands: Cyclicity of Derivation and Intermediate Movement to Edges. In: NELS 38 (Proceedings of 38th Meeting of the North East Linguistic Society). Amherst: GLSA. 401–414
- 2009. Identificational focusing: Focus raising and stress–focus correspondence. In: Vincenzo Moscati and Emilio Servidio (eds.) Proceedings XXXV Incontro di Grammatica Generativa. Studies in Linguistics 2009(3). Siena: CISCL, University of Siena. 258–268.

### Cikk enciklopédiában, kézikönyvben
- 2010. Principles and Parameters theory. In: Patrick Colm Hogan (ed.) Cambridge Encyclopedia of the Language Sciences. New York: Cambridge University Press. 666–669.
- 2010. Merge. In: Patrick Colm Hogan (ed.) Cambridge Encyclopedia of the Language Sciences. New York: Cambridge University Press. 482–483.

Megj. alatt. Discourse Configurationality. In: Caroline Féry and Shinichiro Ishihara (eds.) Oxford Handbook of Information Structure. Oxford: Oxford University Press.